# Caserne de Bruxelles
La caserne de Bruxelles est une ancienne caserne militaire de la ville d'Ath en Belgique dans la province de Hainaut.

## Histoire

La caserne sur le plan-relief d'Ath #1 et #2 entourant le pavillon de la porte de Bruxelles #3.

Avec la prise de la ville par les français dans la seconde moitié du XVIIe siècle, Vauban est chargé de construire une nouvelle enceinte bastionnée à Ath qui remplace intégralement l'enceinte médiévale, les travaux commencés en 1668, des bâtiments annexes nécessaires à la vie militaire sont également construits dont trois casernes entre 1673 et 1674 : la caserne des Capucins au bout de la rue des Hauts-Degrés bordant l'Esplanade, la caserne Saint-Roch le long de la courtine entre les bastions de Bourgogne et Namur et la caserne de Bruxelles bordant la porte du même nom. Elle comprend deux bâtiments pour l'infanterie sis de part et d'autre du pavillon de la porte de Bruxelles le long de la courtine, celle côté sud comportant 72 chambres. En 1755, il ne subsiste plus que le bâtiment côté sud. Ce dernier bâtiment a été démoli à une date inconnue[réf. nécessaire].

### Crédits internes
- Cet article est partiellement ou en totalité issu de l'article intitulé « Enceinte d'Ath » (voir la liste des auteurs).